# ペニー・オレクシアク
ペニー・オレクシアク (Penelope "Penny" Oleksiak　2000年6月13日- ) はカナダのスカーバロー出身の競泳選手。
専門は自由形とバタフライ。2016年リオデジャネイロオリンピックでは2000年代に生まれた選手として初となる金メダルを獲得した。1度のオリンピックで4つのメダルを獲得した初めてのカナダ選手であり、100m自由形で優勝したことにより、カナダ史上最年少の金メダリストともなった。さらには100mバタフライで銀メダル、4x100mフリーリレー及び4x200mフリーリレーでも銅メダルを獲得した。
2015年にオレクシアクは世界ジュニアで6つのメダルを獲得していた。2016年8月現在、100m自由形と100mバタフライの世界ジュニア記録とカナダ記録を保持している。15歳の時に樹立した世界ジュニア記録をオリンピックではさらに更新した。100m自由形では52秒70の同着で優勝したアメリカのシモーネ・マニュエルとともにオリンピック記録も有している。

## 経歴
2000年6月13日、オンタリオ州トロント生まれ。近所のプールで水泳に慣れ親しむと、9歳の時には父親に勧められて本格的に始めた。また、体操とダンスも習っていた。最初、トロントにあるいくつかのスイミングクラブへの入門を試みたが、クラブが要求する基準を満たす泳ぎができずに門前払いを喰らった。結果としてゲイリー・ノールデンが指導するトロント・オリンピアン・競泳チームに受け入れられると、そこで基礎をみっちり仕込まれることになった。オレクシアクは当時を振り返って、｢コーチは本当によく指導してくれたし、私に多大な信頼を寄せてくれた。あのクラブに通っていなかったら今の私はなかったでしょうね｣と語っている。
オレクシアクが最初にその潜在能力の高さを示したのは、2015年の世界ジュニアで6個のメダルを獲得した時だった。その大会では4x100m混合フリーリレーで金、100m自由形と50m及び100mバタフライで銀、4x100m及び4x200mフリーリレーで銅をそれぞれ獲得した。
次の目標はカナダナショナルチームの一員として、2016年のリオデジャネイロオリンピック代表に選出されることだった。その選考会では100m自由形で世界ジュニア記録を樹立した。レース後には、｢世界ジュニア記録を打ち立てたことは自分にとって本当に大きな出来事だった｣と語った。この記録はチャンタル・ヴァン・ランドゲムの持つカナダ記録をも上回ることになった。ヴァン・ランドゲムはオレクシアクとともに100m自由形と4x100mフリーリレーの代表となった。なお、オレクシアクは100mバタフライでもカナダ記録を樹立した。

### リオデジャネイロオリンピック
オレクシアクはカナダ競泳代表としてリオデジャネイロオリンピックに参加した。競泳競技の初日には100mバタフライに出場すると、予選でカナダ記録及び世界ジュニア記録となる56秒73を記録した。また、4x100mフリーリレーではアンカーを務めた。他のメンバーはヴァン・ランドゲム、テイラー・ラック、サンドリーヌ・メンヴィーユ及び、予選のみ出場のミシェル・ウィリアムスだった。決勝ではアメリカ、オーストラリアに次いで3位に入り、この種目ではここ40年間でカナダとして初となるメダルを獲得した。レース後にオレクシアクは、｢カナダがここまでやれるとは誰も予想していなかったでしょうけど、私たちはやり遂げた。人々は私たちの活躍ぶりに驚いているでしょうね｣と語った。翌日には100mバタフライ決勝で素早く飛び出して前半の50mを3位でターンすると、彼女独特の力強い泳ぎにより2位でフィニッシュして銀メダルを獲得した。この決勝では世界ジュニア記録とカナダ記録をさらに更新した。オレクシアクはオリンピックの最初の2日間でそれぞれメダルを獲得した最初のカナダ選手となった。
｢カナダに誇りをもたらして本当に幸せよ｣と、メダルを手にしながらオレクシアクは叫んだ。さらに、観客席を見渡して両親を見つけると、｢驚くようなことをやってのけて最高の気分よ｣と喜びを表現した。
大会5日目にオレクシアクは100m自由形の準決勝で世界ジュニア記録となる52秒72を樹立するが、それは全体でも2位のタイムだった。さらに4x200m自由形リレーではアンカーを務めて銅メダルを獲得した。他のメンバーはラック、カトリーヌ・サヴァール、ブリタニー・マクリーンだった
。オレクシアクがこのリレー種目で記録した1分54秒94は200m自由形でメダルを獲得した上位3名の記録に次ぐ速さだった。
大会6日目にオレクシアクは100m自由形決勝で52秒70のオリンピック記録でシモーネ・マニュエルとともに同着の金メダルを獲得した。この優勝により、カナダ史上最年少のオリンピック金メダリストとなった。夏季オリンピックの1大会で4つのメダルを獲得した最初のカナダ選手ともなった。冬季オリンピックを含めると、2006年トリノオリンピック1大会で5つのメダルを獲得したシンディ・クラッセンに次ぐ記録となった。さらには、2000年以降に生まれた選手としてオリンピックの個人種目で初めて金メダルを獲得した選手にもなった。リオデジャネイロオリンピック閉会式では旗手を務めることにもなった。

## 人物
オレクシアクは5人兄弟の末妹で、兄弟の1人はアイスホッケーのNHLのダラス・スターズでディフェンスを務めるジェイミー・オレクシアク。
他の家族もアスリートとしての資質を備えている。彼女の両親は元ランナーで、姉のヘイリーはノースイースタン大学でボートの選手、兄のジェイクは大学でアイスホッケーの選手としてそれぞれ活躍している。
オレクシアクはトロントにあるモナークパーク公立高等学校に通っている。飼い犬はアイスホッケーの選手であるヤロミール・ヤーガーの名を取ってヤーガーと名付けた。飼い猫の名はリオという。
なお、オレクシアクの父親はニューヨーク州のバッファロー出身でもあることから、オレクシアク自身はアメリカとカナダ両方の市民権を有している。

## 自己記録

### 長水路
| 種目           | タイム | 会場           | 日付          | 注                                                |
| -------------- | ------ | -------------- | ------------- | ------------------------------------------------- |
| 100mバタフライ | 56秒46 | 五輪水泳競技場 | 2016年8月7日  | 世界ジュニア記録 カナダ記録                       |
| 100m自由形     | 52秒70 | 五輪水泳競技場 | 2016年8月11日 | オリンピック記録*, 世界ジュニア記録, パンナム記録 |

- *52秒70はアメリカのシモーネ・マニュエルとタイ記録